# Metacemyia setosa
Metacemyia setosa är en tvåvingeart som beskrevs av Crosskey 1973. Metacemyia setosa ingår i släktet Metacemyia och familjen parasitflugor.
Artens utbredningsområde är Malawi. Inga underarter finns listade i Catalogue of Life.